# Miejska Hala Lodowa w Nowym Targu
Miejska Hala Lodowa – lodowisko znajdujące się w Nowym Targu. Na co dzień występuje na nim Podhale Nowy Targ. Może pomieścić do 3000 kibiców. Lód zamarzany jest w okresie od 1 sierpnia do końca kwietnia.

## Dane ogólne
- Nazwa: Miejska Hala Lodowa
- Adres:  ul. Parkowa 14, 34-400 Nowy Targ
- Pojemność: 3000[1]
- Wymiary tafli lodowiska: 58 m × 28 m

## Historia
- 1952 – 6 grudnia otwarte zostaje nowe lodowisko z widownią, hokeiści Podhala rozgrywają z tej okazji mecz z Gwardią Kraków, który wygrywają 6:2
- 1961 – otwarcie sztucznego lodowiska (18 i 19 listopada)
- 1967-1975 – budowa ośrodka sportowego, w efekcie m.in. zadaszone zostaje tafla lodowa i trybuny
- 1993 – w MHL odbywa się Zimowa Uniwersjada, w wyniku czego zostają wyremontowane ściany i dach hali oraz wymienione oświetlenie i bandy wokół tafli
- 2001 – znów w MHL odbywa się Uniwersjada, tym razem zostają wymienione ławki na krzesełka, wyremontowano szatnie, zmieniono nagłosnienie i zamontowano nowy system zegarowy
- 2004 – wymiana systemu chłodzenia, organizacja turnieju przedkwalifikacyjnego do Igrzysk Olimpijskich Turyn 2006 (11-14 listopada)
- 2006 – remont dachu
- 2008 – usprawnienie systemu chłodzenia
- 2016 - termoizolacja budynku administracyjnego wraz z pokryciem dachu oraz wymianą okien, remont maszynowni do schładzania tafli lodowiska
- 2017 - remont trafo ŚN
- 2018 - wymiana oświetlenia hali na LED, modernizacja maszynowni wraz z nową automatyką,
- 2019 - wymiana przeszkleń hali na płytę warstwową, izolacja hali
- 2020 - remont sali tradycji
- 2021 - malowanie dachu hali lodowej, remont schodów wejściowych oraz pomieszczeń kas

## Imprezy
- Hokej na lodzie na Zimowej Uniwersjadzie 1993, Hokej na lodzie na Zimowej Uniwersjadzie 2001
- Turniej przedkwalifikacyjny do Igrzysk Olimpijskich w 2004 roku z udziałem Polski, Holandii, Litwy i Chorwacji
- Puchar Polski w hokeju na lodzie 2005
- Puchar Polski w hokeju na lodzie 2015
- Igrzyska Europejskie 2023 (boks)